# Cimahi (Cimahi Tengah)
De kelurahan Cimahi Tengah (Cimahi Centrum) is een bestuurlijke eenheid in het regentschap Cimahi in de provincie West-Java, Indonesië. Het gebied telt 11.691 inwoners (volkstelling 2010).